# Zustandsgröße (Astrophysik)
In der Astrophysik werden Sterne durch mehrere Zustandsgrößen charakterisiert. Dazu zählen vor allem die Masse, der Radius und die Leuchtkraft der Sterne, aber auch davon ableitbare Größen wie die Dichte oder die Schwerebeschleunigung an der Oberfläche.
Sie sind ein wesentliches Mittel nicht nur für die Astrophysik, sondern auch für die Methoden der Stellarstatistik. Beispielsweise sind sie als wichtige Daten in den galaktischen Eichfeldern der 250 Selected Areas enthalten.
Zu den primären Zustandsgrößen zählen auch Eigenbewegung, Rotation, Magnetfeld und chemische Zusammensetzung der Sterne.
Da die Fixsterne von der Erde aus nur als Punkte wahrnehmbar sind, werden die Zustandsgrößen der Sterne meist nur indirekt bestimmt. Zum Beispiel wird die Oberflächentemperatur der Sterne daraus bestimmt, welche Spektrallinien in welcher Häufigkeit auftreten, wozu die Sterne nach Spektraltypen klassifiziert werden.
Die Abhängigkeiten der Zustandsgrößen werden in Zustandsdiagrammen dargestellt, wie z. B. dem Hertzsprung-Russell-Diagramm, das die absolute Helligkeit über den Spektraltypen aufträgt und in dem Linien oder Bänder für die verschiedenen Leuchtkraftklassen erkennbar sind, aus denen ableitbar ist, in welchem Stadium der Entwicklung sich der Stern gerade befindet.